# 남궁두
남궁두(南宮斗, 1526년 ~ 1620년?)는 조선 중기의 도사이다. 본관은 함열. 법호는 총지(摠持)이다.
1555년(명종 10년) 진사과에 급제하였다. 서울에 지내다 고향에 돌아왔는데, 독수공방하던 첩이 자신의 5촌 조카와 간통하는 것을 목격하고 두 남녀를 활로 쏘아 죽이고 암매장했다. 남궁두의 농장 관리인이 자신의 횡령 사실이 탄로날까 두려워하던 와중 이 사실을 알고 관아에 발고했고, 남궁두는 머리를 깎고 승려가 되어 도피한다. 남궁두는 전라도 무주에서 신선을 만나 그에게서 술법을 사사받아 도통하였으며, 허균이 나중에 1608년(광해군 원년) 남궁두를 우연히 만났는데 83세의 남궁두는 생김새가 마치 40대와 같았다고 한다. 《해동이적》, 《지봉유설》에도 남궁두가 벽곡술과 단전수련, 호흡법을 통해 건강을 유지, 90세에도 전국 명산대천을 돌아다녔다는 기록이 있다.